# 美國海軍驅逐艦列表
美國海軍在歷史上建造了近一千艘驅逐艦。由於其數量眾多，本列表將以冷戰前後為分水嶺，分列兩段時期美國所建造的驅逐艦。
如欲查看第一次世界大戰至第二次世界大戰結束期間的美國驅逐艦（舷號DD-1至DD-926），包括班布里奇級、特魯斯頓級、史密夫級、保爾丁級、卡森級、艾爾文級、奧拜恩級、塔克級、桑普森級、考德威爾級、維克斯級、克萊門森級、法拉格特級、馬漢級、格里德利級、巴格萊級、賓漢級、辛姆斯級、班森級、格里維斯級、弗萊徹級、薩姆納級、基靈級及羅拔·H·史密夫級，請參見下表：
- 美國海軍驅逐艦列表 (1945年前)

如欲查看冷戰及其後的美國驅逐艦（舷號DD-927至DD-998、DL-1至DLGN-40、DDG-1至DDG-116及DDG-1000至DDG-1001），包括米契爾級、福雷斯特·舍曼級、法拉格特級、
查爾斯·F·亞當斯級、斯普魯恩斯級、紀德級、阿利·伯克級及朱姆沃爾特級，請參見下表：
- 美國海軍驅逐艦列表 (1945年後)